# Монастырь Бебенхаузен
Монастырь Бебенхаузен (нем. Kloster Bebenhausen), Бебенгаузен — исторический католический цистерцианский монастырь на территории Бебенхаузена, района города Тюбингена, в земле (государстве) Баден-Вюртемберг, Германия (ФРГ).

## История
Цистерцианский монастырь (аббатство) был основан в 1183 году пфальцграфом Тюбингена Рудольфом I в четырёх километрах к северо-западу от  Тюбингена. Около 1190 года в монастыре поселились цистерцианцы из Шёнау, чтобы продолжить основание монастыря. В XIII веке в монастыре жило около 60 монахов.
Эберхард II купил фохтство Бебенгаузенское.
После Реформации некоторые постройки монастыря использовались сперва как протестантская семинария, а затем, как охотничий замок и загородный дворец Вюртембергской династии.
В бебенгаузенском теологическом учебном заведении получил среднее образование Фридрих Вильгельм Иосиф Шеллинг, преподаватели которого оценили его рано созревший ум.
На окончание XIX столетия королевский охотничий замок, лесничество и деревня с 310 жителями в Вюртембергском королевстве. Это один из великолепнейших архитектурных памятников Вюртемберга.

## Постройки на территории монастыря
- Монастырская церковь (нем. Klosterkirche)
- Кладбище
- Зал капитула (нем. Kapitelsaal — зал собраний)
- Рефекториум (нем. Refektorium — столовая), 1510
- Дормиторий (нем. Dormitorium — спальный корпус), с 29 кельями
- Парлаторий (нем. Parlatorium — аудитория)
- Братский зал
- Калефакторий (Тёплое помещение)

## Галерея
- Клуатр и церковь
- Сад
- Один из монастырских залов
- «Зелёная» башня